# Triptorelina
La triptorelina es un medicamento que se utiliza para el tratamiento del cáncer de próstata en el varón, la endometriosis en la mujer y la pubertad precoz en niños. Es un análogo de la hormona liberadora de gonadotropina (GnRH).

## Mecanismo de acción
La triptorelina es una molécula formada por 10 aminoácidos (decapéptido) similar a la hormona liberadora de gonadotropina que sintetiza de forma natural el hipotálamo. Provoca una inhibición en la secreción de las hormonas hipofisarias hormona luteinizante (LH) y hormona foliculoestimulante (FSH), lo cual ocasiona disminución en la producción de hormonas femeninas (estrógenos) en la mujer y de hormonas masculinas (andrógenos) en el varón. El descenso del nivel de andrógenos en sangre enlentece el ritmo de crecimiento de los tumores malignos de próstata que son hormono-dependiente, es decir disminuye la velocidad de crecimiento del cáncer de próstata cuyo desarrollo está favorecido por las hormonas sexuales masculinas. 

## Acetato de Triptorelina
La Triptorelina es un análogo sintético de la hormona liberadora de gonadotrofina (GnRH). La GnRH es un decapéptido, que se sintetiza en el hipotálamo y regula la biosíntesis y liberación de las gonadotropinas LH (hormona luteinizante) y de FSH (hormona folículo estimulante) por la hipófisis. La triptorelina estimula de forma mayor que la gonadorelina para la secreción de FSH y LH a dosis comparables, además de tener una mayor duración de su acción. El incremento en la concentración de LH y de FSH séricas da lugar a un incremento en la concentración de testosterona sérica en hombres o de estrógenos séricos en mujeres. 
La molécula de GnRH natural es una cadena peptídica de 10 aminoácidos. Los agonistas de la hormona liberadora de gonadotropina (GnRH) disponibles comercialmente, presentan cada uno,  con una modificación ligeramente diferente en la estructural a la hormona natural

## Indicaciones Terapéuticas
En el Hombre:
- Tratamiento del cáncer de próstata hormono-dependiente localmente avanzado o metastásico.
- Evaluación de la sensibilidad hormonal de un carcinoma prostático.
En la Mujer:
- Reducción preoperatoria del tamaño del mioma uterino para reducir los síntomas del sangrado y dolor en mujeres con miomatosis uterina sintomática
- Tratamiento de la endometriosis sintomática confirmada mediante laparoscopía cuando es indicada la supresión de la síntesis hormonal del ovario cuando la terapia quirúrgica no está indicada.
- Regulación inhibitoria y prevención de la liberación prematura de hormona luteinizante (LH) en mujeres a quienes se realizarán hiperestimulación ovárica controlada para realizar técnicas de reproducción asistida (TRA).
En Niños: Pubertad Precoz:
- Tratamiento de la pubertad precoz de origen central confirmado (niñas menores de 9 años; niños menores de 10 años).

## Mecanismo de acción
En condiciones fisiológicas normales, la GnRH es liberada en pulsos desde el hipotálamo, en lugar de en una manera continua. Los  intervalos son aproximadamente de 120 minutos en los hombres y 90 minutos en mujeres, y son esenciales para secreción normal de gonadotropina.
La frecuencia y la amplitud del pulso de la  GnRH aumenta  en las mujeres, como la ovulación enfoques y disminuye en la fase lútea del ciclo menstrual
La administración crónica del agonista GnRH provoca inhibición de la secreción hipofisaria de LH y de FSH. Esta inhibición da lugar a una reducción en la esteroidogénesis y por consecuencia la concentración sérica de estrógenos y de testosterona caen por debajo del nivel observado en la menopausia o castración quirúrgica respectivamente. Esto es, se produce un estado de hipogonadismo hipogonadotrófic.
La inducción de la regulación inhibitoria de la hipófisis mediada por Triptorelina puede prevenir el aumento prematuro de LH y por consiguiente, de la ovulación prematura y/o luteinización folicular. El uso de la regulación inhibitoria con agonistas de la GnRH reduce la tasa de cancelación de los ciclos y mejora la tasa de embarazo en los ciclos de TRA
Después de suspender la Triptorelina, debe esperarse una caída posterior de los niveles de LH, regresando éstos a niveles basales después de aproximadamente 2 semanas.

### Triptorelina de  depósito
En niños con pubertad precoz, la concentración de estradiol o testosterona puede disminuir dentro del rango prepuberal.
Los niveles plasmáticos de DHEAS (sulfato de dihidro-epi-androstenediona), no es influenciado.
Terapéuticamente esto da lugar a una disminución en el crecimiento de los tumores prostáticos sensibles a testosterona (hombres) y a la reducción de los focos de endometriosis y de los miomas uterinos dependientes de estrógenos (mujeres). En relación con el mioma uterino, el máximo beneficio del tratamiento se observa en mujeres con anemia (hemoglobina menor o igual a 8 g/dl).
En niños que sufren pubertad precoz central, el tratamiento con triptorelina da lugar a la supresión de la secreción de gonadotrofinas, estradiol y testosterona hasta el nivel prepuberal. Esto da como resultado una suspensión o incluso una regresión de los signos puberales y un aumento en la predicción de la talla de adultos en los pacientes con pubertad precoz central.
Después de la aplicación intramuscular, la concentración plasmática de triptorelina es determinada por la baja degradación del polímero (d,l coglicode lactide). El mecanismo inherente a esta forma de administración permite esta liberación lenta de la triptorelina a partir del polímero.
Después de la administración IM o SC de la formulación de depósito de triptorelina, se registró un incremento rápido en la concentración de triptorelina en plasma con un máximo dentro de las siguientes horas. Posteriormente, la concentración de triptorelina disminuye notablemente en un lapso de 24 horas.
En el día 4, el valor alcanza una segunda caída máxima por debajo del límite de detección en un curso biexponencial después de 44 días. Después de la inyección subcutánea el incremento es más gradual y en concentración más baja que después de la inyección intramuscular; la disminución en la concentración toma más tiempo con valores por debajo del límite de detección después de 65 días.
Durante un período de tratamiento de 6 meses, con una frecuencia de administración de 28 días, no existe evidencia de acumulación de triptorelina con ambas formas de administración. La concentración de triptorelina en plasma disminuye a aproximadamente 100 pg/ml después de la aplicación intramuscular o subcutánea. Se asume que una proporción de triptorelina disponible en forma no sistemática, es metabolizada en el sitio de administración por los macrófagos.
En la hipófisis, la triptorelina sistemáticamente disponible es inactivada por la lisis N-terminal a través de piroglutamil peptidasas y endopeptidasas neutrales. En el hígado y en el riñón, la triptorelina es degradada hacia péptidos y aminoácidos biológicamente inactivos. 40 minutos después de una infusión de 100 mcg de triptorelina en una hora, un 3-14% de la dosis administrada es eliminada por el riñón.
Para los pacientes con trastornos de la función renal, la adaptación y la individualización del tratamiento con la formulación de depósito de triptorelina no es necesario sobre la base de la poca importancia de la vía de eliminación renal y del amplio rango terapéutico del ingrediente activo, triptorelina.

### Triptorelina diaria
Los datos de farmacocinética sugieren que después de su administración subcutánea, la biodisponibilidad sistémica es cercana al 100%. La vida media de eliminación es de aproximadamente 3 a 5 horas, indicando que la triptorelina es eliminada dentro de las 24 horas siguientes a su administración. El metabolismo hacia péptidos pequeños y aminoácidos, ocurre principalmente en hígado y en riñón. La triptorelina se excreta en forma predominante a través de la orina. Los estudios clínicos realizados han indicado que el riesgo de acumulación de triptorelina en pacientes confalla renal y hepática severas es menor.

## Biodisponibilidad
Hombres:
La biodisponibilidad sistemática del componente activo a partir de su depósito intramuscular es del 38.3% en los primeros 13 días. Posteriormente la liberación es linear: En promedio un 0.92% de la dosis por día. La biodisponibilidad de la administración subcutánea es del 69% de aquella observada con la administración intramuscular.
Mujeres:
Después de 27 días de prueba, el 35.7% promedio de la dosis aplicada es detectada, con un 25.5% de la dosis liberada en los primeros 13 días y la liberación posterior promedio fue del 0.73% de la dosis por día.

## Efectos secundarios
Los que se han observado con más frecuencia consisten en sensación de sofoco, impotencia en el varón y disminución de la libido. 
Las experiencias adversas reportadas entre los pacientes tratados con triptorelina durante los estudios clínicos y durante la vigilancia posterior a su comercialización se encuentran mencionadas a continuación
La información de seguridad para diferente población de pacientes se presenta por separado de acuerdo a las indicaciones. Debido a los datos limitados del programa de estudios clínicos y del periodo post comercialización.
Para la población masculina con cáncer de próstata y la población femenina con miomas uterinos y endometriosis, la información de seguridad se extrapoló de la experiencia con Triptorelina de depósito. 3.75 mg para estas dos poblaciones.
Hombres (todas las indicaciones):
Como consecuencia de la disminución de los niveles de testosterona, es de esperarse que la mayoría de los pacientes presenten reacciones adversas, tales como oleadas de calor siendo reportadas en 30% de los pacientes. Es de esperarse en 30-40% de los pacientes impotencia y disminución de la libido.
Debido al hecho de que los niveles de testosterona pueden elevarse de manera normal durante la primera semana de tratamiento, pueden ocurrir empeoramiento de los síntomas y malestares (p.ej. obstrucción urinaria, dolor óseo debido a metástasis, compresión medular, fatiga muscular y linfedema de los miembros inferiores.). En algunos casos la obstrucción urinaria disminuye la función renal. Se ha observado compresión neurológica con astenia y parestesias con debilidad en los miembros inferiores.
Puede ocurrir una leve pérdida de hueso trabecular. Esto es generalmente reversible dentro de 6-9 meses después de suspender el tratamiento.
En algunos pacientes pueden observarse mareo y temblores. Después de la administración de Triptorelina  se pueden observar tromboflebitis y Trastornos del sueño.

## Dosis y vía de administración
La dosis es variable dependiendo de la enfermedad a tratar. En adultos generalmente se administra 3.75 mg una vez al mes o 11.25 mg cada tres
meses por vía intramuscular. 
El producto debe ser utilizado únicamente bajo la supervisión de un especialista adecuado que se encuentre en una unidad médica que permita evaluar en forma regular la respuesta.
Está indicado para inyección subcutánea una vez al día en la pared abdominal inferior. 
Hombres:
- Cáncer de Próstata
La dosificación inicial es de 0.5 mg administrados una vez al día por 7 días. A partir del octavo día, 0.1 mg se debe administrar una vez al día. El tratamiento es generalmente una terapia a largo plazo. El cambio a otras formas de aplicación de análogos de GnRH es posible sin problema en cualquier momento
Mujeres:
- Regulación inhibitoria y prevención de elevaciones súbitas de LH. - Reproducción Asistida
El tratamiento con TRIPTORELINA DIARIA de  0.1 mg/ 1 ml debe de iniciarse bajo la supervisión de un médico experimentado en el tratamiento de la infertilidad.
El tratamiento debe iniciarse en la fase folicular temprana (día 2 o 3 del ciclo menstrual) o en la fase media lútea (día 21-23 del ciclo menstrual o 5 – 7 días antes de que inicie la menstruación). La hiperestimulación ovárica controlada con gonadotropinas debe de iniciar aproximadamente después de 2 – 4 semanas del tratamiento con acetato de Triptorelina. La respuesta ovárica debe de ser monitoreada clínicamente (incluyendo un ultrasonido ovárico solo o en combinación con la medición de los niveles de estradiol) y por consiguiente se ajustará la dosis de gonadotropinas. 
Cuando un número adecuado de folículos ha alcanzado un tamaño adecuado, el tratamiento con Triptorelina  y gonadotropina se suspende, debiéndose administrar una inyección de hCG para inducir la maduración folicular final. Si la regulación inhibitoria no se confirma después de 4 semanas (determinada por los niveles de estradiol o por un ultrasonido que evidencie el desprendimiento del endometrio), se debe considerar el retiro de Triptorelina. La duración del tratamiento es generalmente de 4-7 semanas. Cuando se está usando Triptorelina  se debe proporcionar un soporte de la fase lútea, de acuerdo con el criterio del médico tratante.

## Miomas uterinos y endometriosis
La duración del tratamiento depende del grado de severidad inicial de la endometrosis y de la evolución de sus manifestaciones clínicas (funcionales y anatómicas) así como de la evolución del volumen de los miomas uterinos, determinada por ultrasonido durante el tratamiento. Normalmente, el resultado máximo alcanzable se espera después de 3 a 4 meses.
En vista de un posible efecto sobre la densidad ósea, la terapia con Triptorelina  sin una terapia de respaldo agregada, no debe exceder 6 meses de duración.

## Poblaciones especiales de paciente
No se han dado recomendaciones específicas de dosis para sujetos con alteración hepática o renal. Un estudio clínico indicó que el riesgo de acumulación de triptorelina en pacientes con daño hepático y renal severo es menor.

### Triptorelina de depósito
El producto debe ser utilizado solamente bajo la supervisión de un especialista adecuado teniendo las instalaciones necesarias para monitorear de manera regular la respuesta.
Es importante que la inyección de la forma de liberación sostenida se efectúe de acuerdo a las instrucciones mencionadas.
Después de su reconstitución, la suspensión se debe inyectar inmediatamente.

### Presentaciones comerciales
Gonapeptyl® Depot 
Gonapeptyl® Daily
Decapeptyl®